# Wendel Clark
Wendel Lee Clark (* 25. Oktober 1966 in Kelvington, Saskatchewan) ist ein ehemaliger kanadischer Eishockeyspieler, der im Verlauf seiner aktiven Karriere zwischen 1985 und 2000 unter anderem 888 Spiele für die Toronto Maple Leafs, Nordiques de Québec, New York Islanders, Tampa Bay Lightning, Detroit Red Wings und Chicago Blackhawks in der National Hockey League auf der Position des linken Flügelstürmers bestritten hat. Clark, der im NHL Entry Draft 1985 als Gesamterster ausgewählt wurde, nahm im Verlauf seiner Karriere zweimal am NHL All-Star Game teil und wurde in seinem ersten NHL-Spieljahr ins All-Rookie Team berufen. Die Toronto Maple Leafs, bei denen er den Großteil seiner Karriere verbrachte, sperrten seine Trikotnummer 17 im Jahr 2016.

## Karriere

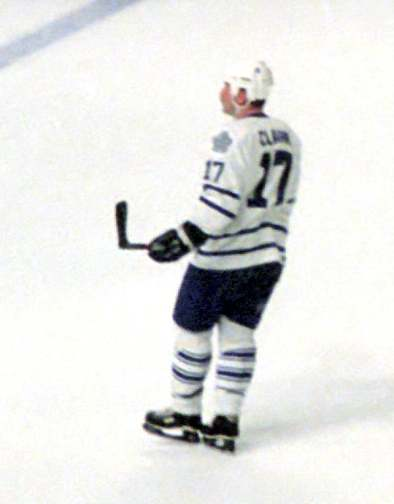
Clark im Trikot der Toronto Maple Leafs (1994)

Wendel Clark spielte während seiner Juniorenzeit zwischen 1983 und 1985 in der Western Hockey League (WHL) bei den Saskatoon Blades. Im NHL Entry Draft 1985 wurde er von den Toronto Maple Leafs als Gesamterster gewählt.
Er schaffte gleich in der ersten Saison den Durchbruch, und mit 34 Toren in seiner ersten regulären Saison verpasste er nur knapp die Calder Memorial Trophy, die in dieser Saison an Gary Suter ging. In einem Spiel gegen die Chicago Blackhawks wurde er 1987 mit einem Cross-Check ins Tor befördert und zog sich dabei eine schwere Rückenverletzung zu. Erst gegen Ende der folgenden Saison konnte er wieder aufs Eis. Neun Jahre spielte er in Toronto, die letzten drei davon als Mannschaftskapitän, bevor er im Tausch für Mats Sundin nach Québec wechselte. Nach Ende der Saison, die durch einen Streik bedingt nur kurz war, wechselte er zu den New York Islanders. Zum Saisonende kehrte er aber wieder zu den Maple Leafs zurück. Nach zwei vollständigen Spielzeiten ging es für Clark wieder weg von Toronto. Eineinhalb Jahre und drei Teams später war er in Toronto zurück. 
Zweimal nahm Wendel Clark am NHL All-Star Game teil. Er hält dabei mit 13 Jahren den Rekord für die längste Pause zwischen zwei Teilnahmen.
Am 22. November 2008 ehrten ihn die Toronto Maple Leafs, indem sie seine Nummer 17 in die „honorierten Nummern“ aufnahmen. Ein Banner mit seiner Nummer und einem Bild von ihm hängt in der Air Canada Arena. Anders als bei anderen Teams wird die Nummer weiterhin vergeben.

## Erfolge und Auszeichnungen
| - 1985 WHL East First All-Star Team - 1985 Bill Hunter Memorial Trophy - 1986 Teilnahme am NHL All-Star Game - 1986 NHL All-Rookie Team | - 1999 Teilnahme am NHL All-Star Game - 2011 Aufnahme in die Ontario Sports Hall of Fame - 2016 Sperrung der Trikotnummer 17 durch die Toronto Maple Leafs |

### International
- 1985 Goldmedaille bei der Junioren-Weltmeisterschaft

## Karrierestatistik

### International
Vertrat Kanada bei:
- Junioren-Weltmeisterschaft 1985

(Legende zur Spielerstatistik: Sp oder GP = absolvierte Spiele; T oder G = erzielte Tore; V oder A = erzielte Assists; Pkt oder Pts = erzielte Scorerpunkte; SM oder PIM = erhaltene Strafminuten; +/− = Plus/Minus-Bilanz; PP = erzielte Überzahltore; SH = erzielte Unterzahltore; GW = erzielte Siegtore; 1 Play-downs/Relegation; Kursiv: Statistik nicht vollständig)